# Couvent
Ne doit pas être confondu avec Monastère.
 (août 2020).
Si vous disposez d'ouvrages ou d'articles de référence ou si vous connaissez des sites web de qualité traitant du thème abordé ici, merci de compléter l'article en donnant les références utiles à sa vérifiabilité et en les liant à la section « Notes et références ».

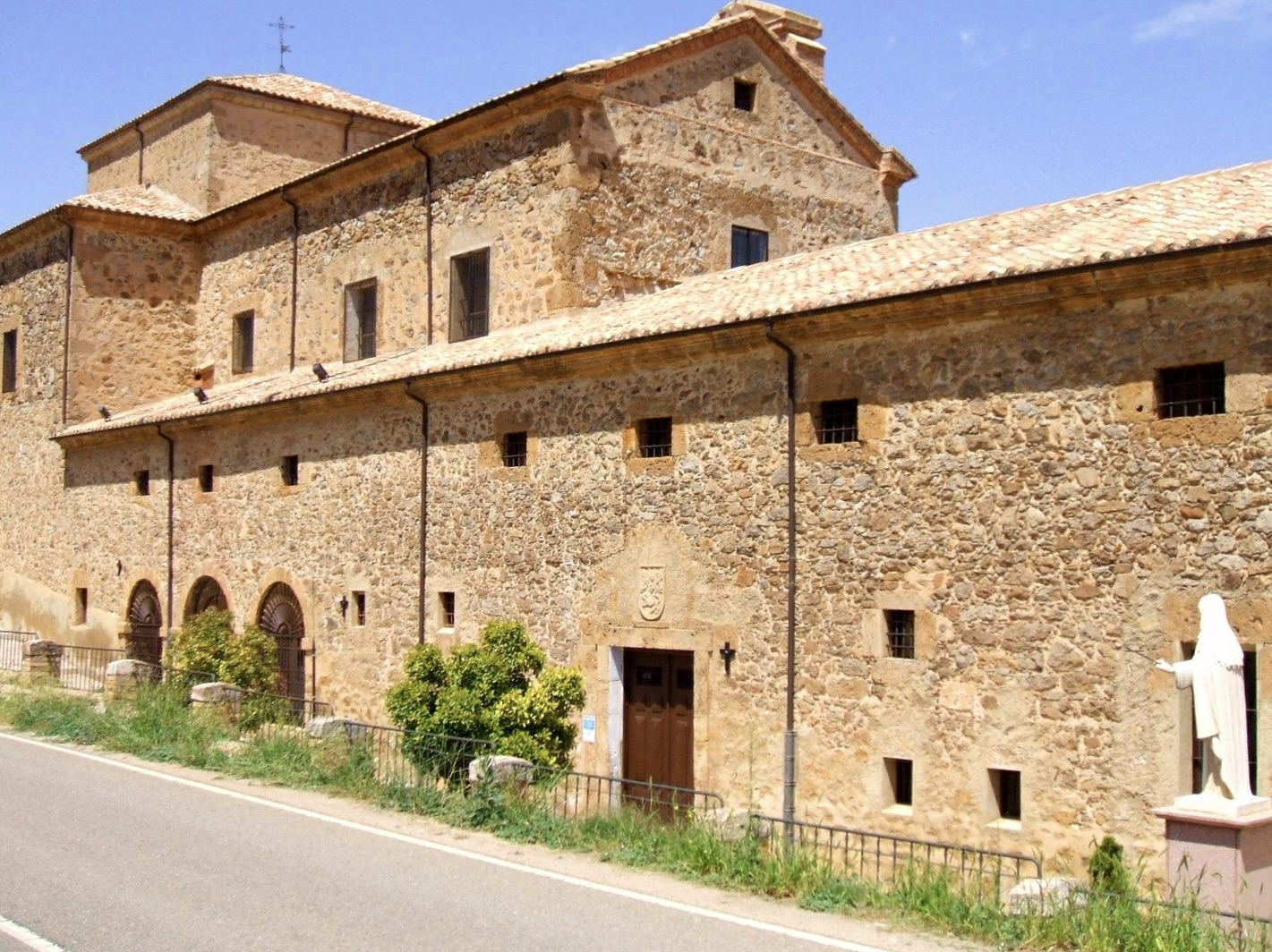
Couvent de la Conception, en Ágreda, Espagne. C'est le couvent des moniales de l'ordre de l'Immaculée Conception.

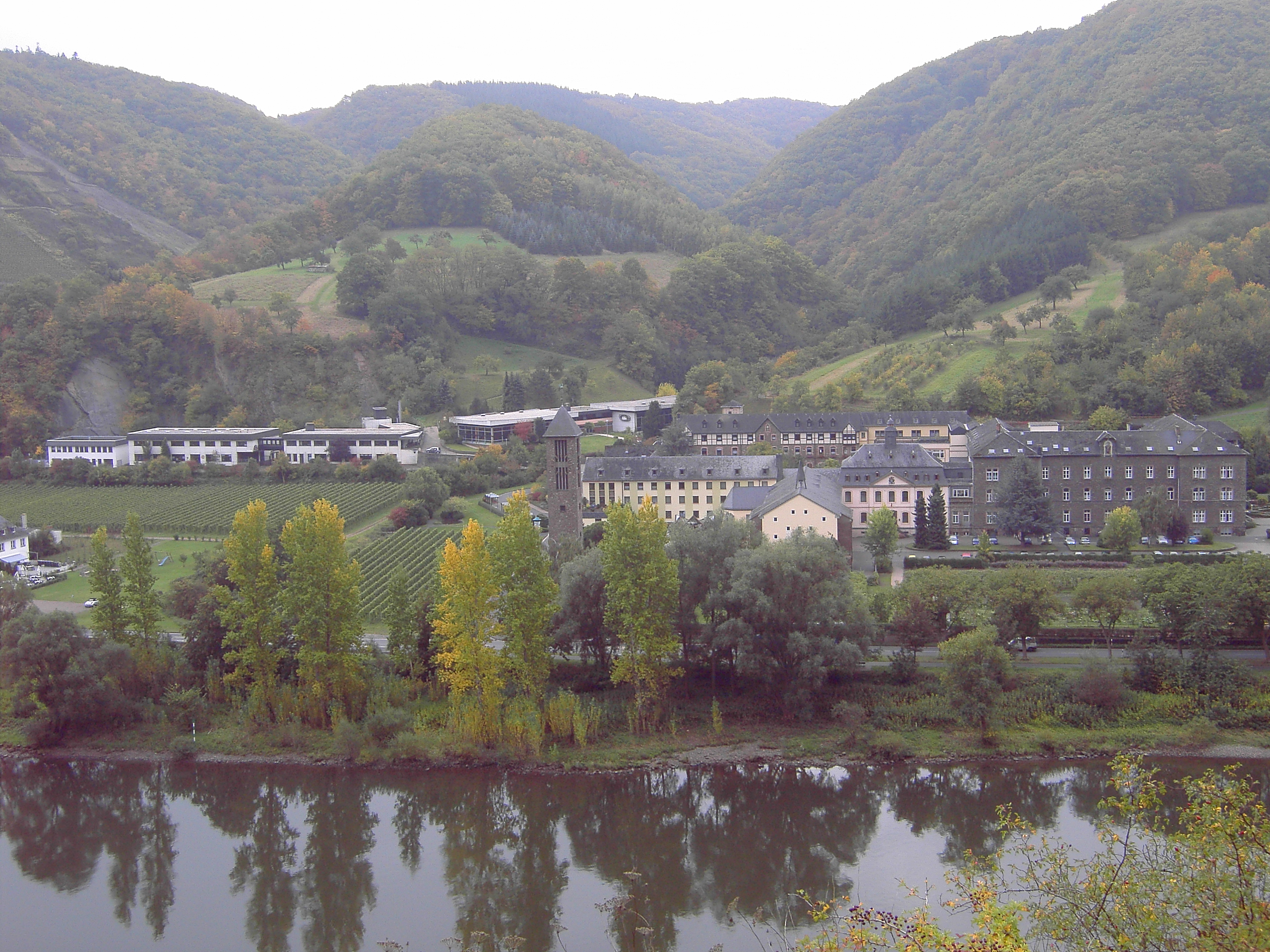
Vue du couvent d'Ebernach au bord de la Moselle.

Un couvent est un établissement religieux, généralement chrétien, où des clercs mènent une vie religieuse en communauté. Le couvent n'a pas de vocation monastique, il est donc plus ouvert sur le monde que le monastère. Il est généralement situé en ville. Couvent vient du mot conventus qui signifie « assemblée, communauté, réunion ».
Le terme de couvent est préféré à celui de monastère :
- pour l'ensemble des lieux de vie d'une communauté religieuse non monastique, composée de clercs réguliers ou de religieuses ;
- pour les ordres mendiants, lorsque l'établissement n'a pas de clôture religieuse.

Contrairement à l'abbaye, le couvent n'est pas placé sous la responsabilité d'un abbé ou d'une abbesse, mais d'un(e) supérieur(e).

## Le couvent, instrument au service d'une mission
On peut dire que le couvent est apparu en même temps que des ordres religieux « non monastiques » se sont constitués, adoptant des règles plus apostoliques qui ouvrent partiellement la communauté sur la société.
Il a désigné les monastères d’ordres religieux nés à partir du XIIIe siècle. Par exemple, l’ordre des Frères mineurs (franciscains) ou l’ordre des Prêcheurs (dominicains). Les religieux vivant dans des couvents dominicains ou franciscains ne vivent pas cloîtrés. D’autres, comme les Carmélites, le sont. Cela dépend de la vocation de leur ordre.
Le couvent a ainsi gardé les grands principes d'organisation du monastère chrétien (l'abbaye principalement), et certains couvents sont des ensembles très proches des abbayes ; ils présentent toutefois une organisation architecturale et sociale spécifique, qui dépend de l'ordre religieux qui les a fondés, et qui doit répondre aux besoins spécifiques des nouvelles communautés.
Les missions assumées par les congrégations qui occupent les couvents peuvent aussi déterminer l'implantation et la conception des bâtiments: ordres prêcheurs, de secours aux pauvres, aux malades, maisons d'éducation… sont autant de variétés de couvents, qui se distinguent nettement des abbayes où la fonction d'accueil est annexe et se trouve confinée en marge de l'établissement (en dehors de la clôture).
Le couvent s'est également adapté à une vie souvent urbaine qui impose de repenser les espaces publics et communautaires, la circulation dans l'emprise des bâtiments, mais apporte également les contraintes spécifiques de parcelles réduites ou irrégulières, de bâtiments existants achetés ou donnés… Certains couvents cependant, jouissant de conditions exceptionnelles ou installés en zone vierge, offrent un modèle pleinement rationnel et souvent admirable d'organisation communautaire.
Les couvents se visitent assez peu, en comparaison aux abbayes ou monastères, car leur architecture reflète leur pauvreté. Les communautés les plus célèbres sont celle du Mont Saint-Michel ou celle des îles de Lérins. Aujourd’hui, dans l'usage, le monastère désigne une communauté d’hommes, et le couvent, une communauté de femmes. Mais, attention, ces emplois sont récents.

## Les couvents des ordres mendiants
Les ordres mendiants sont apparus au début du XIIIe siècle avec la croissance des villes ; ils comprennent notamment les dominicains, les franciscains, les carmélites et les augustins. Alors que les moines bénédictins et leurs diverses variantes se consacrent à leurs propriétés agricoles, les frères mendiants s'installent dès le départ dans les villes, ou dans les faubourgs de celles-ci, de préférence dans les quartiers les plus pauvres et les plus densément peuplés. Ils ont donc dû adapter leurs bâtiments à ces nouvelles contraintes.
Il est impossible de trouver une disposition unique, même si elle a pu être envisagée. Leurs églises, construites pour accueillir de larges foules plutôt que pour les uniques besoins du culte, forment un cas à part, bien différent des plans adoptés par les ordres précédents : ce sont en général de longs parallélogrammes non coupés par des transepts. La nef consiste habituellement en deux corps égaux, l'un contenant les stalles des frères, l'autre entièrement libre d'accès. Le chœur en tant que tel est difficile à situer, tant l'église tout entière ne forme qu'une seule structure ininterrompue, bordée de fenêtres. L'extrémité est généralement de forme rectangulaire, mais l'église des frères de Winchelsea possède une abside polygonale.
Il arrive que l'on trouve un transept unique, parfois de grande taille, quelquefois plus grand que la nef elle-même. Cette disposition est fréquente en Irlande, où les nombreux monastères offrent d'admirables exemples de ces particularités architecturales. Au début, ces églises étaient dépourvues de clocher, mais aux XIVe et XVe siècles, des tours hautes et minces ont été communément insérées entre la nef et le chœur. Le monastère des frères gris de Lynn, où le clocher est hexagonal, est un bon exemple.
La disposition des bâtiments conventuels est aussi très caractéristique : elle n'a rien à voir avec la régularité des bâtiments des ordres plus anciens. Au couvent des Jacobins[Lequel ?] à Paris, le cloître se tient au nord de la longue église étroite de deux allées, alors que le réfectoire, une pièce de très grande taille plutôt détachée du cloître, s'étend dans la zone qui se trouve devant la face ouest de l'église. À Toulouse, la nef possède également deux nefs parallèles, mais le chœur est absidal avec des chapelles rayonnantes. Le réfectoire s'étend du côté nord, juste à l'angle du cloître qui se trouve au nord de l'église, la sacristie et la maison du chapitre se tenant à l'est.